# Vlajka Svaté Heleny

Vlajka Svaté Heleny
Poměr stran: 1:2

Vlajka Svaté Heleny, ostrova, který je součástí britského zámořského území s názvem Svatá Helena, Ascension a Tristan da Cunha je britská služební vlajka (Blue Ensign) o poměru stran 1:2, s vlajkovým emblémem (anglicky badge) ostrova ve vlající části. Na něm je ve spodní části v modrém poli na mořských vlnách černá loď Východoindické společnosti.[zdroj?] Na zádi lodě vlaje bílá vlajka s červeným křížem, vlevo od ní se z moře zdvíhají dva útesy v přirozených barvách. V horní části štítu ve žlutém poli je zobrazen kriticky ohrožený pták kulík dlouhonohý (Charadrius sanctaehelenae).

## Historie
Vlajka byla přijata 4. října 1984.
Až do 1. srpna 2009 se toto závislé území nazývalo (podle hlavního ostrova) pouze Svatá Helena a používalo jeho vlajku. Od tohoto data je vlajka Svaté Heleny, Ascensionu a Tristanu da Cunha zároveň britskou vlajkou a vlajka Svaté Heleny je pouze vlajkou jedné ze tří částí tohoto britského zámořského území.

Vlajka Svaté Heleny (1874–1984) Poměr stran: 1:2